# Кадикой
Кадико́й (рос. Кадыкой, чув. Катăкуй) — присілок у Чувашії Російської Федерації, у складі Шатьмапосинського сільського поселення Моргауського району.
Населення — 147 осіб (2010; 153 в 2002, 283 в 1979; 336 в 1939, 334 в 1926, 327 в 1906, 289 в 1858).

## Історія
Утворився як виселок присілку Басаєва (Шор-Босай). До 1866 року селяни мали статус державних, займались землеробством, тваринництвом, слюсарством, ткацтвом, виробництвом взуття. 1930 року створено колгосп «Зірка». До 1927 року присілок перебував у складі Тінсаринської та Чувасько-Сорминської волостей Ядрінського повіту. 1927 року присілок переданий до складу Аліковського району, 1935 року — до складу Ішлейського, 1944 — до складу Моргауського, 1959 року — повернутий до складу Аліковського, 1962 року — до складу Чебоксарського, 1964 року — повернутий до складу Моргауського району.

## Господарство
У присілку діє магазин, агрофірма імені Мічуріна.